# Kergrist-Moëlou
Kergrist-Moëlou (bret. Kergrist-Moeloù) – miejscowość i gmina we Francji, w regionie Bretania, w departamencie Côtes-d’Armor.
Według danych na rok 1990 gminę zamieszkiwało 685 osób, a gęstość zaludnienia wynosiła 15 osób/km² (wśród 1269 gmin Bretanii Kergrist-Moëlou plasuje się na 726. miejscu pod względem liczby ludności, natomiast pod względem powierzchni na miejscu 96.).